# Digama duberneti
Digama duberneti är en fjärilsart som beskrevs av Pierre E.L. Viette 1970. Digama duberneti ingår i släktet Digama och familjen björnspinnare. Inga underarter finns listade i Catalogue of Life.